# Russula faginea
Russula faginea Romagn. ex Romagn., Les Russules d'Europe et d'Afrique du Nord, Essai sur la Valeur Taxinomique et Spécifique des Charactères des Spores et des Revêtements: 681 (1967).

## Descrizione della specie
Cappello
5–10 cm di diametro, sodo, prima convesso, poi piano.
cuticolaseparabile solo al margine, di colore che va dal rosa-rosso al giallo-verde.
marginestriato solo a maturità.
Lamelle
Fitte, con qualche lamellula, colore crema chiaro.
Gambo
4-11,5 x 1,5-3,2 cm.
Carne
Bianca.
- Odore: di pesce.
- Sapore: dolce.

Spore
8,5-10 x 7,5-9 µm. Bianche in massa.

## Habitat
Cresce sotto latifoglie, con preferenza per il faggio.

## Commestibilità
Buona.

## Etimologia
Dal latino fagineus = attinente al faggio (lat. fagus, fagi = faggio), per l'habitat preferito.

## Sinonimi e binomi obsoleti
- Russula barlae sensu auct. brit.; fide Checklist of Basidiomycota of Great Britain and Ireland (2005)
- Russula faginea Romagn., Bull. mens. Soc. linn. Lyon 31: 176 (1962)